# 贡川城墙
贡川城墙，位于中国福建省永安市贡川镇，为一处明代古城墙。1984年，列为第一批永安市级文物保护单位；2001年1月20日，列入第五批福建省文物保护单位。
贡川城墙建于明嘉靖四十一年（1562年），其城墙原长约2000米，高约7米；现存900米，攀龙门至会清桥段保存较好。城墙原有7门，现存五门。